# Роберт Кеттонский
Роберт Кеттонский (Роберт из Кеттона) (англ. Robert of Ketton; лат. Robertus Ketenensis; ок. 1110 — ок. 1160) — английский теолог и арабист-переводчик.
Некоторые историки склонны отождествлять его с другим арабистом XII века — Робертом Честерским (одним из переводчиком Корана на латинский язык), который также побывал в Испании, однако другие[уточнить] историки указывают, что Роберт Кеттонский во время нахождения в Испании проживал в Наварре, а Роберт Честерский — в кастильской Сеговии, так что, скорее всего, это разные люди.

## Биография
В 1134 году направился из Франции, где, возможно, получал образование, в четырёхлетнее путешествие на Восток, во время которого посетил Византийскую империю и государства крестоносцев.
Около 1141 года поселился в Испании, где занялся переводами научных трудов с арабского языка на латынь, в том числе Ибн Сины.
Около 1143 года по просьбе аббата Петра Достопочтенного перевел Коран под названием «Lex Mahumet pseudoprophete». Этот перевод стал первым и оставался единственным переводом Корана на европейские языки до XVII века.
Благодаря выполненному Робертом Кеттонским переводу «Liber de compositione alchemiae» латинский Запад впервые познакомился с восточной алхимической традицией.

## Публикации
Латинский текст Корана был подготовлен к изданию в Базеле Теодором Библиандром в 1543 году и переиздан там же в 1550 году.